# Лантгалер, Мария
Мария Лантгалер — гражданка Австрии, из сельской общины Швертберг, в феврале 1945 года спасшая двух советских офицеров (Михаил Рыбчинский и Николай Цемкало), бежавших из концлагеря Маутхаузен.

## Описание подвига
Мария Лангталер, начиная со 2 февраля 1945 года, в течение трёх месяцев прятала двух советских военнопленных (Михаил Рыбчинский и Николай Цемкало), которые бежали из концлагеря Маутхаузен. В то время около 500 пленных совершили побег и только 11 пережили бегство при преследовании СС, полиции и местных жителей. Большинство беглецов погибли на месте. События вошли в историю как «Охота на зайцев в Мюльфиртлере» (нем. Mühlviertler Hasenjagd).
Утром 5 мая 1945 года на хутор пришли американские войска, и части фольксштурма разбежались.

## Признание подвига
Президент России Владимир Путин подписал Указ о награждении посмертно Орденом Мужества гражданки Австрии Марии Лангталер, спасшей в 1945 году двух советских военнопленных.
Как говорится в тексте указа, Мария Лангталер награждена «за самоотверженность, мужество и отвагу, проявленные при спасении советских военнопленных в годы Великой Отечественной войны 1941−1945 годов».
Награждение произошло по инициативе Фонда Александра Печерского, поддержанной в 2020 году министром иностранных дел РФ Сергеем Лавровым. В 2020 году в мемориале Маутхаузен была проведена траурная церемония, посвящённая 75-летию восстания и побега из концлагеря. В декабре на телеэкран вышел документальный фильм Фонда Александра Печерского «Непокоренные: герои блока смерти», в котором о тех событиях рассказывает дочь Марии, Анна Хакль.

## Награды
- Орден Мужества (29 марта 2021 года, Россия, посмертно) — за самоотверженность, мужество и отвагу, проявленные при спасении советских военнопленных в годы Великой Отечественной войны 1941—1945 годов[8].